# فاسيلي أوبريا
فاسيلي أوبريا (3 مارس 1957 في رومانيا - ) (بالرومانية: Vasile Oprea)‏ هو لاعب كرة يد رومانيا في مركز محور ‏. شارك في الألعاب الأولمبية الصيفية 1984.

## وصلات خارجية
- فاسيلي أوبريا على موقع أوليمبيديا (الإنجليزية)
- فاسيلي أوبريا على موقع اللجنة الأولمبية الرومانية (الرومانية)